# 정회훈
정회훈은 대한민국의 기업인이다.

## 경력
- 디에프제이아테나코리아 대표
- 디에프제이아테나 상무이사
- 이커뮤니티 설립

## 방송
- 황금의 펜타곤 2 (2014) - 심사위원